# Holly Gagnier
Holly Gagnier (Ventura, 12 dicembre 1958) è un'attrice statunitense.
È apparsa in diverse serie televisive tra cui La signora in giallo, Due poliziotti a Palm Beach, Baywatch (nel ruolo di Gina Pomeroy) e E.R. - Medici in prima linea.
Ha recitato a teatro a New York e Los Angeles.

## Filmografia parziale
- Quincy (Quincy, M.E.) - serie TV, episodio 5x17 (1980)
- Fantasilandia (Fantasy Island) - serie TV, episodio 4x10 (1981)
- A-Team (The A-Team) - serie TV, episodio 3x16 (1985)
- Voglia di ballare (Girls Just Want to Have Fun), regia di Alan Metter (1985)
- Baywatch - serie TV, 21 episodi (1989-1990)
- La signora in giallo (Murder, She Wrote) - serie TV, episodio 7x08 (1990)
- Alligator II: The Mutation, regia di Jon Hess (1991)
- E.R. - Medici in prima linea (ER) - serie TV, 1 episodio (1994)
- Pacific Blue - serie TV, 5 episodi (1998-2000)
- Dharma & Greg - serie TV, episodio 5x03 (2001)
- Crossing Jordan - serie TV, episodio 3x01 (2004)
- 90210 - serie TV, episodio 1x22 (2009)

## Doppiatrici italiane
Nelle versioni in italiano dei suoi lavori, Holly Gagnier è stata doppiata da:
- Francesca Guadagno in La signora in giallo
- Stefania Romagnoli in Dr. House - Medical Division
- Laura Mercatali in Perception
- Irene Di Valmo in Private Practice